# 赤穂警察署
赤穂警察署（あこうけいさつしょ）は、兵庫県警察が管轄する警察署の一つ。赤穂市全域を管轄区域としている。

## 所在地
- 兵庫県赤穂市加里屋中洲一丁目17番地

## 交番
全て、赤穂市内に所在している。
- 赤穂駅前交番（加里屋）
- 塩屋交番（大町）
- 大橋交番（大橋町）
- 有年交番（東有年）

## 駐在所
全て、赤穂市内に所在している。
- 新田駐在所（新田）
- 折方駐在所（折方）
- 福浦駐在所（福浦）
- 御崎駐在所（朝日町）
- 坂越駅前駐在所（浜市）
- 高谷駐在所（坂越）
- 高雄駐在所（高雄）